# Montadito
El montadito o simplemente montado, es un bocadillo realizado con un tipo de pan de barra muy pequeño que suele llamarse del mismo modo. Están muy extendidos en España, donde tienen una gran tradición desde los siglos XV-XVI, ya que el pan era alimento básico en todo el país y era la base de la alimentación. Se acostumbraba a «montar» ('poner encima') viandas, tocino o cualquier proteína sobre el pan. Los montaditos se sirven en reuniones informales, bien sean fríos o calientes.
Al igual que el bocadillo o bocata, se estima que la práctica de la preparación de comer varios ingredientes entre dos rebanadas de pan data de finales del siglo XV o principios del XVI en el sur de España, mucho antes de la aparición del sándwich.

## Tipos
Algunos montaditos típicos son:
- Montadito de bacalao[3]
- Montadito de berenjena[3]
- Montadito de carne mechada[4]
- Montadito de ensaladilla[5]
- Montadito de jamón serrano o ibérico[1]
- Montadito de jamón y tomate[1]
- Montadito de melva[4]
- Montadito de mejillón[6]
- Montadito de olivada o tapenada[7]
- Montadito de pimientos del piquillo[5]
- Montadito de pisto[7]
- Montaíto de pringá, típico de Andalucía[1][8]
- Montadito de salmón ahumado[6]
- Montadito de solomillo[4]
- Montadito de tortilla de patata[1]
- etc.